# سیارک ۲۸۹۳

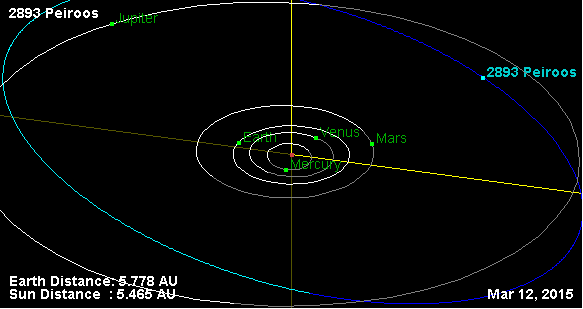
مدار سیارک ۲۸۹۳ در منظومه شمسی و موقعیت آن.

سیارک ۲۸۹۳ (به انگلیسی: 2893 Peiroos، نامگذاری:1975QD) دو هزار و هشتصد و نود و سومین سیارک کشف شده‌است که در ۳۰ اوت ۱۹۷۵ کشف شد.
قدر مطلق سیارک برابر ۹٫۲۳ است.